# Hysterographium flexuosum
Hysterographium flexuosum är en svampart som först beskrevs av Ludwig David von Schweinitz, och fick sitt nu gällande namn av Pier Andrea Saccardo 1883. Hysterographium flexuosum ingår i släktet Hysterographium och familjen Hysteriaceae.  Arten är reproducerande i Sverige. Inga underarter finns listade i Catalogue of Life.